# Geranium albicans
Geranium albicans là một loài thực vật có hoa trong họ Mỏ hạc. Loài này được A.St.-Hil. mô tả khoa học đầu tiên năm 1825.